# Maria Letizia Bonaparte, hertiginna av Aosta
Maria Letizia Bonaparte, född 1866, död 1926, var en fransk och sedan italiensk prinsessa.
Hon var dotter till Napoléon Joseph Charles Paul Bonaparte och Marie-Clothilde av Savojen. År 1870, när hon var fyra år gammal, avsattes hennes fars kusin Napoleon III från Frankrikes tron, och hon och hennes föräldrar bosatte sig i Schweiz.
Hon gifte sig 1888 med sin morbror, den italienska prinsen Amadeus, hertig av Aosta, som tidigare tillfälligt hade varit kung av Spanien. Äktenskapet väckte spekulationer om huruvida Italien skulle ge bistånd för att återuppsätta dynastin Bonaparte på den franska tronen. 
Eftersom paret var morbror och systerdotter fick de en dispens av påven för att kunna gifta sig. Giftermålet sågs som en skandal på grund av den nära incesten, och påven klargjorde 1902 att inga fler dispenser av det slaget skulle utfärdas. Paret fick en son: Umberto, greve av Salemi.  
Maria Letizia blev änka efter två års äktenskap 1890. Hon och hennes son levde ett tillbakadraget privatliv i Turin på underhåll från det italienska kungahuset och visade sig sällan offentligt. 